# ايمانويل سانتوس
ايمانويل سانتوس (بالإنجليزية: Emmanuel Santos)‏ هو مصور فلبيني وأسترالي، ولد في 1957.